# Regió de Tōhoku
|  | Aquest article tracta sobre la regió. Si cerqueu la població de la prefectura d'Aomori, vegeu «Tōhoku (Aomori)». |

La regió de Tōhoku (literalment nord-est, 東北地方; Tōhoku-chihō en japonès) és una àrea geogràfica del Japó que ocupa el nord-est de l'illa de Honshu, l'illa més gran del Japó. L'àrea és també coneguda com a Michinoku (みちのく).
La regió està formada per sis prefectures: Akita, Aomori, Fukushima, Iwate, Miyagi i Yamagata.
Fou l'última plaça forta dels indígenes ainu a Honshu. Manté la reputació de ser una regió remota amb paisatges espectaculars i un clima aspre. Al segle xx el turisme va esdevenir l'activitat econòmica més important de la regió.
Tōhoku va ser immortalitzada en el haiku de Matsuo Basho Oku no Hosomichi ("L'estreta ruta cap al nord profund").
El 2021 va tenir lloc un sisme de magnitud 7.1 que va afectar la costa est d'aquesta regió, a una profunditat de 35 km. Va tenir lloc a les 23.07 JST hora local (14.07 UTC) del dissabte 13 de febrer.